# Pierwsza bitwa o Seul
Bitwa o Seul – starcie zbrojne, które miało miejsce 28 czerwca 1950 roku podczas wojny koreańskiej, zakończone zwycięstwem KRLD i zdobyciem Seulu, stolicy Południa.

## Bitwa
Koreańczycy z Północy wykorzystali czołgi T-34 i artylerię. Południowi Koreańczycy nie zdołali powstrzymać czołgów, ponieważ nie mieli w Seulu broni przeciwpancernej. Ponadto, południowokoreańskie dowództwo kazało wysadzić most przez rzekę Han, zostawiając w pułapce własnych żołnierzy i zabijając setki uchodźców próbujących opuścić miasto. W ciągu trzech dni od wybuchu wojny Koreańska Armia Ludowa przejęła stolicę wroga.